# Szabó Béla (festő, 1950–2005)
Szabó Béla (Mikóújfalu, 1950. október 3. – Sopron, 2005. január 5.) festő, grafikus, rajztanár

## Életpályája
1974 és 1978 között a kolozsvári Ion Andreescu Képzőművészeti Főiskola grafika szakán szerzett diplomát. Mestere Ioachim Nica (1937–2019) volt. 
1978 és 1980 között Szentkeresztbányán az Úttörőházban rajztanárként, majd két évig Csíkszeredán a Népi Iskola rajzoktatójaként dolgozott. 1982-ben a Hargita Megyei Múzeumban állt munkába, s itt 1986-ig muzeológusként tevékenykedett.
1989 óta Magyarországon, Sopronban élt. 1995-ig a nagycenki Széchenyi István Általános Iskola, majd 1997-ig a soproni Szent Orsolya Katolikus Gimnázium rajztanára volt, s ez időszakot két évre megszakítva 1998 és 1999 között a soproni József Attila Nevelőotthon szerződtette rajztanárként.
1999-ben ismét a Szent Orsolya Katolikus Gimnáziumban oktatott egészen 2000-ig. Rövid alkotói időszak után ismét munkába állt, 2002 és 2005 között Sopronban, a Lippai János Kertészeti Szakközépiskola nevelőtanára és rajztanára volt, s egyben a Szent István Általános Iskola óraadójaként is tanított.
Grafikai és festészeti alkotómunkáját kereső foglalkozása mellett folyamatosan űzte, számos egyéni és csoportos kiállítás állandó művésze volt. Az egyetem elvégzése után alkotásainak jelentős részét rézkarc és más grafikai munka tette ki, nagyméretű faszobrokat is készített egyházi megrendelésre (Gyergyóremete, Gyimesközéplok). Magyarországra települése után főként olajfestményeket készített.
Vécsi Nagy Zoltán így jellemezte művészetét: „Festészete az expresszív tájképektől az absztrakció határán a fény állapotait és minőségeit, valamint az ég jelenségeinek belső történéseit kutató képein keresztül a fénnyel telített geometrikus formáknak az akkumulációjáig terjed”.
Sopronban kísérték utolsó útjára a fiatalon elhunyt művészt, a soproni Szent Mihály temetőben nyugszik.

## Publikációja
A Kolozsvárott kiadott „Az Erdélyi Fejedelmek arcképcsarnoka, (1541–1690)” című  könyv társszerzője.

## Díjai, elismerései
- 1990: Soros-ösztöndíj
- 1996: „Civitas Fidelissima '75 - Sopron” díj
- 1997: Horváth & Lukács Galéria díja (a XIV. Soproni Őszi Tárlaton)
- 2002: Sopron Megyei Jogú Város Önkormányzatának díja (a Megyei Őszi Tárlaton)

## Társadalmi szerepvállalása
Tagja volt  a Magyar Alkotóművészek Országos Egyesületének, valamint több éven át a Soproni Képzőművészeti Társaságnak.

## Egyéni kiállításai
- 1978 • Képzőművészeti Galéria, Csíkszereda
- 1991 • Festészeti kiállítás, Várkerület Galéria, Sopron
- 1997 • Festészeti kiállítás, Sarród
- 1998 • Várkerület Galéria, Sopron. Szabó Béla festőművész kiállítása (április 19−30.) Megnyitotta: Giczy János festőművész.[6]
- 1998 • Erdélyi Ház, Sopron[7]
- 1999 • Sopron.
- 2001 • Sopron, Erdélyi Kör kiállítóháza[8]
- 2005 • Sopron, Erdélyi Ház. Szabó Béla emlékkiállítás.[9]

## Részvétele csoportos kiállításokon (válogatás)
- 1978 • Grafikusok a szülőföldről, Korunk Galéria, Kolozsvár
- 1978-86 • Hargita megyei kiállítások, Csíkszereda
- 1978-86 • Országos grafikai kiállítások
- 1983 • Kortárs Román Grafika, Ferrara
- 1989-97 • Őszi Tárlat, Sopron
- 1996 • Hűség Városa, Várkerület Galéria, Sopron
- 1997 • 100 éves a Soproni Képzőművész Társaság, Sopron
- 1998 • Megyei Őszi Tárlat, Mosonmagyaróvár
- 1999 • Megyei Őszi Tárlat, Győr

## Művei közgyűjteményekben
- Csíki Székely Múzeum